# Ciudad del Motor de Aragón
Ciudad del Motor de Aragón (lub Motorland Aragón) – tor wyścigowy znajdujący się niedaleko miasta Alcañiz w Hiszpanii.
Tor został zaprojektowany przez Hermana Tilke we współpracy z brytyjską firmą architektoniczną Foster and Partners.

## Strefy obiektu
Obiekt został zaprojektowany, aby wokół toru znajdował się trzy strefy:
- Park technologiczny
- Teren sportowy
- Teren rekreacji i kultury

W parku technologicznym znajdą się instytuty badawcze i oświatowe skupione wokół branży motoryzacyjnej. Strefa sportowa zawiera boisko, tor do wyścigów samochodowych i motocyklowych, tor kartingowy oraz różne tory żwirowe. Natomiast dział rozrywki i kultury jest wyposażony w hotel, centrum biznesowe i sklepy.

## Tor do wyścigów kontrolowanych przez FIA
Pętla ta ma długość 5,344 km. 26 maja 2008 ogłoszono, że od 2009 na tym torze będą odbywać się wyścigi World Series by Renault.

## Tor do wyścigów kontrolowanych przez FIM
Pętla ta ma długość 5,078 km. 18 marca 2010 ogłoszono, że będzie się tutaj odbywał wyścig Motocyklowych Mistrzostw Świata. Zastąpił on w kalendarzu węgierski tor Balatonring, który nie został zbudowany na czas. Wyścig o Grand Prix Aragonii stał się tym samym czwartym wyścigiem w kalendarzu rozgrywanym w Hiszpanii.
Od 2011 odbywają się na torze także wyścigi serii World Superbike.